# Peace Frog
Peace Frog est une chanson du groupe The Doors, composée par Jim Morrison et Robby Krieger extraite de l'album Morrison Hotel, sortie en single en 1971, après la mort de Morrison comme la face B de Waiting for the Sun.

## Lancement
"Peace Frog" apparu comme la quatrième chanson de l'album Morrison Hotel, et après apparu comme la face B de Waiting for the Sun et classée no 17 aux Pays-Bas.